# Bédouès
Bédouès korábbi község Franciaország Okcitánia régiójában, Lozère megyében. Lakosainak száma 281 fő (2017. január 1.). Bédouès Le Pont-de-Montvert, Cocurès, Ispagnac, La Salle-Prunet és Florac községekkel határos.
2016. január 1-jén Cocurès korábbi községgel egyesült és az így létrejött Bédouès-Cocurès új község része lett.

## Népesség
A település népességének változása:
| Lakosok száma | 209  | 168  | 156  | 194  | 299  | 314  | 299  | 278  | 274  | 281  |
|               | 1962 | 1968 | 1975 | 1990 | 1999 | 2006 | 2008 | 2013 | 2015 | 2017 |